# Ткаченко, Игорь Васильевич
Игорь Васильевич Ткаченко (17 декабря 1904, Санкт-Петербург — 28 июля 1974) — советский архитектор. Кандидат архитектуры.

## Биография
Игорь Ткаченко родился 17 декабря 1904 года в Санкт-Петербурге. Учился в 1923—1928 годах в Высшем художественно-техническом институте (ВХУТЕИНе, ЛВХТИ, бывшей Академии художеств) на архитектурном факультете. Среди преподавателей ЛВХТИ: А. Е. Белогруд, Л. Н. Бенуа, В. Г. Гельфрейх, Л. В. Руднев, С. С. Серафимов, И. А. Фомин, В. А. Щуко. Дипломную работу «Кинофабрика на станции Всеволожская» и научную работу «Плоская крыша» защитил 2 декабря 1928 г.
В 1933 году вступил в Союз архитекторов СССР. Работал руководителем архитектурных мастерских, был главным архитектором в ряде организаций (Академия архитектуры, Гипрокоммунстрой МКХ РСФСР, Госгражданстрой-ЦНТИ, ВООПИК). Среди работ - жилые, общественные и промышленные здания, мосты, интерьеры, дачи и другие.
Преподавал в Инженерно-строительном институте Моссовета. В 1965 году защитил диссертацию на соискание учёной степени кандидата архитектуры на тему «Архитектура городских каменных мостов». Старший научный сотрудник с 1965 года.
Принимал участие в архитектурных конкурсах. Автор ряда научных трудов. Принимал участие в съездах и конференциях архитекторов. В Московском отделении Союза архитекторов состоял членом бюро секции ИЗО, руководил секцией градостроительства. Принимал участие в Великой Отечественной войне.
Умер 28 июля 1974 года. Похоронен на Николо-Архангельском кладбище Москвы.

Могила Ткаченко на Николо-Архангельском кладбище Москвы.

## Проекты и постройки

### Ленинград
- Центральный парк культуры и отдыха на Крестовском острове (1931 г.; соавторы: В. Б. Лесман, В. В. Степанов; конкурс всесоюзный; 7-я премия);
- Василеостровский дом культуры (1932 г.; соавторы: В. И. Лесман, А. Ф. Хряков; конкурс всесоюзный);
- Зоопарк в Шувалово-Озерках (1932 г.; соавторы: П. В. Абросимов, В. Б. Лесман, В. В. Степанов, А. Ф. Хряков; конкурс всесоюзный, 2-я премия);
- Цементный завод (1931—1933 гг.; соавторы: Н. А. Троцкий, А. Ф. Хряков).

### Москва
- Кинотеатр на пл. Свердлова (1936 г.; соавторы: А. П. Великанов, Ю. В. Щуко; конкурс);
- Дом Юстиции на Фрунзенской набережной (1937 г.; соавторы: В. А. Щуко, В. Г. Гельфрейх, И. Е. Рожин; конкурс);
- Костомаровский мост через Яузу (1941 г.; инж. Ю. Ф. Вернер);
- Малый Устьинский мост через Яузу (1938 г.; инж. Гайворонский);
- Астаховский мост через Яузу (1938 г.; инж. И. Н. Гольбродский);
- Матросский мост через Яузу (1938 г.; инж. Воронин);
- Электрозаводский (Рубцовский) мост через Яузу (1938 г.; инж. Броверман).

### Другие города
- Планировка Сталинграда (1932 г.; в составе бригады ОАХ; три варианта);
- Жилой дом специалистов на 300 квартир в Сталинграде (построен к 1935 г.; соавтор В. И. Кочедамов);
- Жилой дом специалистов на 600 квартир в Сталинграде (соавторы: В. И. Кочедамов, А. А. Штейн);
- Административный корпус ГПУ в Сталинграде (построен к 1935 г.);
- Госбанк в Сталинграде (соавторы: А. Е. Белогруд, А. В. Матанцев, В. В. Степанов);
- Кирпичный завод в Туле (1931—1933 гг.; соавторы: Н. А. Троцкий, А. Ф. Хряков);
- Курорт Старые Гагры: кинотеатр и клуб, ресторан-столовая (1934 г.);
- Дворец национальностей Башкирской АССР в Уфе;
- Дом Правительства Азербайджанской ССР в Баку (1937 г.; соавторы: В. О. Мунц, Л. В. Руднев);
- Воронеж — проект реконструкции (1946 г.; соавторы: Л. В. Руднев — руководитель; В. В. Лебедев, А. В. Миронов, Г. А. Тиме, П. П. Штеллер).